# 日本におけるボディビル
日本におけるボディビルは、1950年代にさかのぼる。ウェイトリフティングを通じて導入され、1952年には福島県平市で初めての大会が行われた。やがてボディビルはテレビ番組を通じて流行した。1955年には日本ボディビル協会が設立され、その翌年には第1回ミスター日本コンテストが開催された。次第に流行は鎮静化し協会も一時分裂したが、1964年東京オリンピックなどをきっかけに現在に至るまでボディビルは流行を繰り返している。
日本におけるボディビルの競技人口は正確には把握されていない。日本におけるボディビル組織は日本ボディビル協会が改組して出来た日本ボディビル・フィットネス連盟などが存在する。1956年からミスター日本コンテストが開催され、1983年にはミス日本コンテストが始まった。ボディビルを扱ったメディアとしては『月刊ボディビルディング』など複数のボディビル専門雑誌が刊行されている。

## 歴史

### ボディビルの導入
ボディビルの導入以前から日本でも筋肉づくりや健康増進のための体操などは行われていたが、筋肉美を追求したボディビルの要素は薄かった。日本におけるボディビルの歴史はウェイトリフティングに始まった。第二次世界大戦以前からバーベルを用いたウェイトトレーニングは注目を集めていた。
1951年にインドで行われた第1回アジア競技大会のボディビル部門である「ミスター・アジア・コンテスト」に日本からウェイトリフティング選手である井口幸男と窪田登の2人が参加した。しかし、この2人は途中で棄権となった。その翌年である1952年に福島県平市で日本初のボディビル大会が日本ウェイトリフティング協会の主催によって行われた。大会にはウェイトリフティングの関係者20人が参加し、窪田登が優勝した。
1953年には日本初の大学ボディビル部であるバーベルクラブが早稲田大学で設立された。バーベルクラブは玉利齊らによって設立され、翌年には部員は200人を超えた。また、日本各地のYMCAもバーベルクラブを設立していた。

### ボディビルの流行

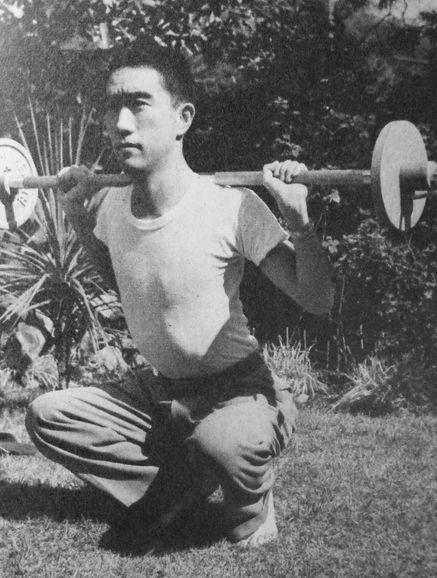
小説家である三島由紀夫は流行の初期からボディビルを始めていた。

1955年7月22日に始まり、日本テレビにおいて毎週金曜日の午後1時から30分間放送された全4回の特別番組である『男性美を創る―ボディ・ビルディング―』という番組をきっかけにしてボディビルが日本全国で知られるようになった。番組の半分がボディビルの実演と解説で、残りの半分がゲストを招きボディビルの重要性を語るものであった。この番組は早稲田大学バーベルクラブのコーチであった平松俊夫や窪田登、プロレス雑誌『月刊ファイト』を出版していた会社の社長であった田鶴浜弘らが携わっており、ゲストにはプロボクサーの金子繁治や、当時の厚生大臣であった川崎秀二などが招かれた。この流行を田鶴浜は第一期ボディビル・ブームと呼んでいる。
1955年10月4日には日本初のボディビルジムである日本ボディビルセンターが東京都渋谷区の宮益坂下に開設された。開設して1ヶ月足らずでジムには1,000人近い入会希望者が訪れた。その後、半年の間に東京都内には30ほどのボディビルジムが開設された。しかし、これらのジムの多くでは施設管理が行き届いておらず、トレーニングの指導者もいなかった。
こうした事態に対処するため、田鶴浜や玉利、平松らによって1955年12月9日に川崎秀二を初代会長として日本ボディビル協会が設立された。スポーツ団体は文部省の所管だったが、当時はボディビルが国際的にもスポーツとして認知されていなかったことや、厚生大臣であった川崎の主張から協会は厚生省の所管となった。その後、協会は関西をはじめ各都道府県に地方県協会を設立した。
協会は設立直後から『月刊ファイト』と合同で「ボディビル通信学校」としてトレーニング指導員を育成することを目的とした通信講座を開始した。講座では人体構造や栄養学、協会の理念などが教授され、1年コースを修了すると協会からトレーニング指導員として認定され協会公認のジムを設立することを認められた。これによって東京を中心としていたボディビルジムが日本全国に広がっていった。
1956年には第1回ミスター日本コンテストが文部省、厚生省、東京都、三共の後援のもと神田にある共立講堂で行われた。大会には180人が参加し、予選で30人に絞った後にポージングや柔軟テスト、縄跳びなどが行われた。大会は東京出身の19歳であった中大路和彦が優勝し、初代ミスター日本となった。

### 流行の鎮静化
ボディビルの流行は1956年を頂点としてしだいに鎮静化した。東京都内に30以上あったボディビルジムも、前述の日本ボディビルセンターと文京区後楽の後楽園ヘルス・ジム、有楽町の産経ボディビルセンターなど6つに減った。
日本ボディビル協会の地方組織として設立された関西ボディビル協会は関西に限らず九州など西日本のボディビルジムを束ねていた。1964年には関西ボディビル協会は「全日本ボディビル協会」として日本ボディビル協会から独立した。同年に行われた東京オリンピックの影響で日本ではスポーツや肉体作りが浸透し始めた。オリンピック後には全日本学生ボディビル連盟が結成され、1965年には各社のボディビル実業団による実業団協議会が設立された。1967年には日本ボディビル協会と全日本ボディビル協会が統一され、新たな日本ボディビル協会が設立された。
この頃には再びボディビルジムの総数は増加し、東京都に29、大阪に13など日本全国30都道府県に115のボディビルジムが設立された。

### 現在まで
1982年には日本ボディビル協会が日本ボディビル連盟に改名すると同時に国際ボディビル・フィットネス連盟 (IFBB) に加盟した。1983年に第1回ミス日本コンテストが行われた。こうして1980年代には女性のボディビルダーも誕生するようになった。平成時代になると日本ではフィットネスが流行し、フィットネス企業が多く誕生するとともにゴールドジムといったボディビルジムが日本に進出した。

## 組織
1955年に設立された日本ボディビル協会を前者とする日本ボディビル・フィットネス連盟 (JBBF) は1982年から国際ボディビル・フィットネス連盟 (IFBB) に加盟している。また、Fitness World Japan (FWJ) は2015年にNPCJとして設立され、IFBBプロリーグの下部組織であるNational Physique Committeeと提携している。

## 大会
JBBFの主催のもと、1956年からミスター日本コンテストが行われている。大会は1年に1回、秋に行われている。ただし1月に第1回大会が行われた1956年には秋に第2回大会が行われ、1年に2回のコンテストが行われた。1983年からはミス日本コンテストが行われている。また、JBBFはIFBBが主催するアジア選手権と世界選手権に日本代表選手を派遣している。

## 競技人口
ボディビルの競技人口の正確な把握は難しい。2022年時点でJBBFへの登録者はおよそ6,000人であり、競技人口はこれよりも多いと推測されている。

## メディア
ボディビル専門のメディアとしては、1968年に創刊された体育とスポーツ出版社の『月刊ボディビルディング』や、1990年に創刊されたフィットネススポーツ社の『アイアンマン』などが存在する。かつては1955年から1959年にベースボール・マガジン社から刊行されていた『ボディ・ビル』が存在した。また、JBBFの機関誌であった『強く逞しく』は日本ボディビル協会時代の1968年に休刊した。